# Pepe Serna
Pepe Serna, född 23 juli 1944 i Corpus Christi, Texas, är en amerikansk skådespelare. Han är känd från Kojak, Scarface och Miami Vice.
Serna spelade 2008 en biroll som Ruben Garcia i avsnittet "Catching Out" i serien Criminal Minds.

## Filmografi
- 1983 – Heartbreaker
- 1983 – Scarface – Angel Fernandez